# Cambise si scaglia contro la moglie
La tela Cambise che si scaglia contro la moglie è un dipinto a tempera su tela di Antonio Cifrondi realizzato per il palazzo Marinoni Barca di Clusone, e ildipinto che fà da pendant Cambise ebbro uccide il figlio del suo ministro componevano le storie di Cambise realizzate nel 1690.

## Storia
I due dipinti di grandi dimensioni, furono segnalati solo nel 1982 dallo storico dell'arte Paolo Dal Poggetto, indicando la loro provenienza a Clusone, nel palazzo dell'importante famiglia Barca e adornavano con altre opere il grande salone. Tra le opere vi era anche il dipinto Ritratto di Pietro Marinoni parroco di Cerete alto realizzato nel 1693 e conservato in collezione privata a Brescia.
Il dipinto è stato esposto nella mostra presso il palazzo Barca sede del MAT, che ha visto l'esposizione di 30 dipinti dell'artista, ed è stato usato come simbolo della mostra stessa. Le tele furono restaurate nel 1979 a opera di Sandro Allegretti. La tela raffigurante Cambise che uccide il figlio del ministro era invece lasciata in deposito, non era ancora stata decisa la sua collocazione, anche questa è stata oggetto di restauro nel 1979 sempre dall'Allegretti.

## Descrizione
Il dipinto raffigura la scena del persiano Cambise che colpisce la moglie Mandane uccidendola con una sciabola. Mentre la tela successiva Cambise che compisce il figlio del suo ministro.
La tela presenta una semplicità di raffigurazione, l'artista infatti si è preoccupato molto a perfezionare i particolari, i tratti e curarne gli abbigliamenti dai grandi turbanti ornati da piumaggi e dettagli in oro, mentre la donna in terra è ornata da monili in oro e avvolta in una pelliccia d'ermellino, segno di regalità. Le scene dei due dipinti sono molto vivaci e cariche di personaggi molto plastici, ognuno di questi pare ricoprire un ruolo.
Le tele sono un esempio della produzione di Cifrondi nell'ultimo decennio del Seicento, quando carico delle esperienze emiliane, nonché i rappresentanti del classicismo seicentesco dei francesi nei colori delicati ma luminosi, che riprendono i lavori di Laurent de La Hyre, olandesi fa ritorno alla sua località d'origine e produce per la famiglia Marinoni grandi lavori che passeranno per eredità alla famiglia Barca nell'Ottocento.